# Anatolij Bondariewski
Anatolij Jakowlewicz Bondariewski, ros. Анатолий Яковлевич Бондаревский (ur. w 1905 w Boguczarze, zm. 20 sierpnia 1971) – radziecki poeta i tłumacz, dziennikarz kolaboracyjnej prasy podczas II wojny światowej.
W 1922 r. ukończył szkołę średnią. Zajmował się twórczością literacką. W 1935 r. został opublikowany zbiór jego wierszy pt. "Sosnowyj wietier". Tłumaczył też na rosyjski obcojęzyczną poezję. Krótko przed atakiem wojsk niemieckich na ZSRR 22 czerwca 1941 r. został zmobilizowany do Armii Czerwonej. Jesienią 1941 r. dostał się do niewoli i został osadzony w obozie jenieckim. Po zadeklarowaniu kolaboracji wypuszczono go na wolność. Podjął pracę w redakcji wydawanej w okupowanej Rydze gazety "Новый путь". W 1942 r. ukazał się jego poemat "Dwa kurgana". Następnie wszedł w skład redakcji pism Rosyjskiej Armii Wyzwoleńczej (ROA) "Zaria" i "Dobrowolec". Po zakończeniu wojny znalazł się w alianckiej niewoli, po czym został wydany Sowietom.